# Jerónimo de Molina Vasconcelos
Jerónimo de Molina Vasconcelos fue un militar español que sirvió durante la Guerra de Arauco en el siglo XVII.
Nacido el 28 de enero de 1605 en Buenos Aires, fue bautizado dos días después como hijo de Juan Molina Gómez (c.1583-c.1649) y Sebastiana Vasconcelos y Ruíz de Ávila (c.1585-1649). Hacia 1645 se casó en Concepción con la criolla Juana Valiente de la Barra y Benavides (1630-1699), con quien tuvo cuatro hijos: Pedro, Gerónimo, Ignacio y Juan. Murió en esa ciudad en 1676. Es conocido por haber sido nombrado maestre de campo en 1659 y gobernador militar de Concepción en 1662.
Durante su carrera militar fue parte de la expedición del maestre Juan de Salazar contra los cuncos y huilliches. Después de cruzar el río Toltén, Salazar cometió el error de dividir sus fuerzas y enviar parte de su contingente al norte. Por esto, Molina no participó del desastre del río Bueno, reuniéndose a la fuerza principal en Toltén. La derrota se debió a que la vanguardia española cruzó el Bueno por un puente de pontones, siendo atacada por los indios ocultos en la otra orilla. Entonces Salazar envió refuerzos que hicieron colapsar el puente por su peso. Salazar lo acusó de no llegar a tiempo para salvar su propio honor y tener un chivo expiatorio, pero como señala el historiador Tomás Bonilla Bradanovic «como si desde la orilla opuesta hubiese podido evitar la masacre y saltar el puente roto». Varios años después, el gobernador Pedro Porter Casanate lo dejó a cargo de una expedición al sur que llegó hasta el salto del Laja, momento en que derrotó y capturó al toqui Misqui, poniendo fin a la revuelta mapuche iniciada en 1655. Gracias a esta victoria recuperó su prestigio militar. Posteriormente, participó de las negociaciones de paz ocurridas en 1662.